# Шопинская Степь
Шо́пинская Степь — ботанический заказник регионального значения в Белгородской районе Белгородской области.

## Географическое положение
Шопинская степь находится на западной окраине села Шопино, примыкая своей восточной границей к трассе Москва-Симферополь. Общая площадь составляет 3 га.

## Рельеф
Шопинская степь расположена на крутом склоне северной экспозиции, спускающемся к пойме Ерика. Местами на нём встречаются выходы мела.

## Растительный и животный мир
Разнообразие растительного покрова сохранилось благодаря большому уклону территории, который затрудняет посещение территории и хозяйственную деятельность на ней. В Шопинской степи произрастает 117 видов растений, принадлежащих к 29 семействам. Склон, на котором расположен ботанический заказник, частично порос древесной растительностью — сосной и березой. Также на нем встречается боярышник. Среди травянистой растительности отмечены 7 видов, занесённые в Красную книгу Белгородской области. Это степные (ковыль перистый, астрагал белостебельный, ломонос цельнолистный), лугово-степные виды (ветреница лесная, черноголовка крупноцветковая), а также петрофитно-степные виды, характерные для меловых обнажений (лён украинский, ясменник сероплодный). 
Среди животных краснокнижные виды представлены гадюкой степной, гадюкой Никольского.